# Чемпіонат Азії з боротьби 2013
Чемпіонат Азії з боротьби 2013 пройшов з 18 — 22 квітня 2013 року в Нью-Делі, Індія, в спортивному комплексі Індіри Ґанді.
На чемпіонаті проводилися змагання з вільної та греко-римської боротьби серед чоловіків і вільної боротьби серед жінок.
Було розіграно двадцять один комплект нагород — по сім у вільній, греко-римській та жіночій боротьбі. Бронзові нагороди вручалися обом спортсменам, що виграли втішні сутички.

## Країни учасники
У змаганнях взяли участь 237 спортсменів, що представляли 20 збірних команд.
| - В'єтнам (9) - Йорданія (3) - Індія (21) - Ірак (6) - Іран (14) - Казахстан (21) - Катар (2) | - Киргизстан (18) - КНР (21) - Китайський Тайбей (10) - Монголія (14) - Південна Корея (21) - Північна Корея (7) - Сирія (8) | - Таджикистан (10) - Таїланд (6) - Туркменістан (7) - Узбекистан (15) - Шрі-Ланка (3) - Японія (21) |

## Загальний медальний залік
| Місце               | Країна              | Золото | Срібло | Бронза | Загалом |
| ------------------- | ------------------- | ------ | ------ | ------ | ------- |
| 1                   | Південна Корея      | 5      | 2      | 1      | 8       |
| 2                   | Узбекистан          | 4      | 0      | 0      | 4       |
| 3                   | Японія              | 2      | 3      | 5      | 10      |
| 4                   | КНР                 | 2      | 3      | 4      | 9       |
| 5                   | Індія               | 2      | 1      | 6      | 9       |
| 6                   | Казахстан           | 2      | 1      | 4      | 7       |
| 7                   | Північна Корея      | 2      | 1      | 3      | 6       |
| 8                   | Монголія            | 1      | 4      | 3      | 8       |
| 9                   | Іран                | 1      | 3      | 5      | 9       |
| 10                  | Киргизстан          | 0      | 1      | 8      | 9       |
| 11                  | Таджикистан         | 0      | 1      | 1      | 2       |
| 12                  | В'єтнам             | 0      | 1      | 0      | 1       |
| 13                  | Ірак                | 0      | 0      | 1      | 1       |
| 13                  | Йорданія            | 0      | 0      | 1      | 1       |
| Загалом (14 збірні) | Загалом (14 збірні) | 21     | 21     | 42     | 84      |

## Рейтинг команд
| Місце в рейтингу | Вільна боротьба (чоловіки) | Вільна боротьба (чоловіки) | Греко-римська боротьба (чоловіки) | Греко-римська боротьба (чоловіки) | Вільна боротьба (жінки) | Вільна боротьба (жінки) |
| Місце в рейтингу | Команда                    | Бали                       | Команда                           | Бали                              | Команда                 | Бали                    |
| ---------------- | -------------------------- | -------------------------- | --------------------------------- | --------------------------------- | ----------------------- | ----------------------- |
| 1                | Індія                      | 48                         | Південна Корея                    | 58                                | КНР                     | 56                      |
| 2                | Іран                       | 45                         | Іран                              | 50                                | Японія                  | 54                      |
| 3                | Монголія                   | 40                         | Казахстан                         | 49                                | Монголія                | 54                      |
| 4                | Південна Корея             | 38                         | Киргизстан                        | 47                                | Індія                   | 49                      |
| 5                | Киргизстан                 | 38                         | Японія                            | 37                                | Казахстан               | 40                      |
| 6                | Узбекистан                 | 36                         | КНР                               | 28                                | Південна Корея          | 27                      |
| 7                | Таджикистан                | 33                         | Індія                             | 28                                | Північна Корея          | 26                      |
| 8                | Японія                     | 32                         | Узбекистан                        | 27                                | Китайський Тайбей       | 23                      |
| 9                | Казахстан                  | 26                         | Таджикистан                       | 18                                | Киргизстан              | 20                      |
| 10               | КНР                        | 25                         | Ірак                              | 13                                | В'єтнам                 | 19                      |

## Медалісти

### Чоловіки

#### Вільна боротьба
| Категорія | Золото             | Срібло                  | Бронза                |
| 55 кг     | Аміт Кумар         | Ян Кьон Іл              | Расул Калієв          |
| 55 кг     | Аміт Кумар         | Ян Кьон Іл              | Батболдин Номін       |
| 60 кг     | Хван Рьон Хак      | Ян Дже Хун              | Даулет Ніязбеков      |
| 60 кг     | Хван Рьон Хак      | Ян Дже Хун              | Баджранг Кумар        |
| 66 кг     | Аміт Кумар Дганкар | Ганзорігіїн Мандахнаран | Улукман Маматов       |
| 66 кг     | Аміт Кумар Дганкар | Ганзорігіїн Мандахнаран | Томоцугу Ісіда        |
| 74 кг     | Рашид Курбанов     | Чжан Чоньяо             | Кохей Кітамура        |
| 74 кг     | Рашид Курбанов     | Чжан Чоньяо             | Еззатоллах Акбарі     |
| 84 кг     | Уміджон Ісманов    | Айбек Усупов            | Сафаралі Комільдзоні  |
| 84 кг     | Уміджон Ісманов    | Айбек Усупов            | Ехсан Аміні           |
| 96 кг     | Кім Че Кан         | Рустам Іскандарі        | Хамід Татарі          |
| 96 кг     | Кім Че Кан         | Рустам Іскандарі        | Доржхандин Хюдербулга |
| 120 кг    | Парвіз Хаді        | Жаргалсайхани Чулуунбат | Хітендер Бенівал      |
| 120 кг    | Парвіз Хаді        | Жаргалсайхани Чулуунбат | Аяал Лазарев          |

#### Греко-римська боротьба
| Категорія | Золото              | Срібло             | Бронза             |
| 55 кг     | Чхве Гю Джин        | Сьота Танокура     | Канибек Жолчубеков |
| 55 кг     | Чхве Гю Джин        | Сьота Танокура     | Юн Вон Чол         |
| 60 кг     | Ельмурат Тасмурадов | Абдуллмухамад Папі | Арсен Ералієв      |
| 60 кг     | Ельмурат Тасмурадов | Абдуллмухамад Папі | Ван Лумінь         |
| 66 кг     | Кім Джи Хун         | Мехді Зейдванд     | Хіроюкі Сімідзу    |
| 66 кг     | Кім Джи Хун         | Мехді Зейдванд     | Єрбол Кониратов    |
| 74 кг     | Кім Хьон У          | Хаді Азізаде       | Максат Єрежепов    |
| 74 кг     | Кім Хьон У          | Хаді Азізаде       | Томохіро Іноуе     |
| 84 кг     | Рустам Ассакалов    | Пак Чін Сон        | Азат Бейшебеков    |
| 84 кг     | Рустам Ассакалов    | Пак Чін Сон        | Талеб Нематпур     |
| 96 кг     | Ан Чан Гун          | Єрулан Іскаков     | Яхія Абу-Табех     |
| 96 кг     | Ан Чан Гун          | Єрулан Іскаков     | Давуд Гільнеїранг  |
| 120 кг    | Нурмахан Тиналієв   | Не Сяомін          | Мохаммед Сабах     |
| 120 кг    | Нурмахан Тиналієв   | Не Сяомін          | Мурат Рамонов      |

### Жінки

#### Вільна боротьба
| Категорія | Золото                | Срібло               | Бронза                |
| 48 кг     | Пак Йон Мі            | Ву Тхі Ханг          | Міхрнісо Нурматова    |
| 48 кг     | Пак Йон Мі            | Ву Тхі Ханг          | Аяно Судзукі          |
| 51 кг     | Тетяна Аманжол        | Лю Хайпін            | Вінеш Фогат           |
| 51 кг     | Тетяна Аманжол        | Лю Хайпін            | Со Сим-Х'ян           |
| 55 кг     | Ян Сеньлянь           | Канако Мурата        | Хан Кум-Ок            |
| 55 кг     | Ян Сеньлянь           | Канако Мурата        | Бабіта Кумарі         |
| 59 кг     | Тіхіро Кумабе         | Тунгалагійн Менхтуяа | Айсулуу Тинибекова    |
| 59 кг     | Тіхіро Кумабе         | Тунгалагійн Менхтуяа | Лі Хайянь             |
| 63 кг     | Сі Лочжома            | Юріка Іто            | Гітіка Яхар           |
| 63 кг     | Сі Лочжома            | Юріка Іто            | Шархугійн Туменцерсег |
| 67 кг     | Очирбатин Насанбурмаа | Навйот Каур          | Хан Хе Кьон           |
| 67 кг     | Очирбатин Насанбурмаа | Навйот Каур          | Цзін Жуйсюе           |
| 72 кг     | Хірое Судзукі         | Бадрахин Одончимег   | Ван Цзюань            |
| 72 кг     | Хірое Судзукі         | Бадрахин Одончимег   | Джуті                 |